# Эномото, Дайсукэ
Дайсукэ Эномото (яп. 榎本大輔 Эномото Дайсукэ, 22 апреля 1971, псевдоним Дайс-К (Dice-K)) — японский предприниматель, управляющий Интернет-фирмы «Livedoor», который должен был стать четвёртым космическим туристом. Проходил тренировки к космическому полёту в Звёздном городке, чтобы в сентябре 2006 года на борту корабля «Союз ТМА-9» отправиться на МКС.
Эномото должен был стать первым частным космонавтом из Японии и Азии.
Если бы полёт Дайсукэ Эномото состоялся, то он стал бы седьмым японским космонавтом и, одновременно, вторым японским космонавтом, отправившимся в космос на советско-российском корабле «Союз». Первым японским космонавтом стал Тоёхиро Акияма, который в декабре 1990 года совершил восьмисуточный полёт на корабле «Союз ТМ-11» на станцию «Мир».
21 августа, за три недели до старта, «по медицинским показателям» Эномото был отстранён от полёта на корабле «Союз ТМА-9». Вместо него на Международную космическую станцию отправилась его дублёрша — американка иранского происхождения Ануше Ансари.